# Deposizione (Correggio)
La Deposizione è un affresco staccato (diametro 150 cm) di Correggio, databile al 1509-1511 circa e conservato nel Museo diocesano di Mantova, proveniente dalla basilica di Sant'Andrea.

## Storia
La commissione di quattro grandi tondi ad affresco per l'atrio della chiesa di Sant'Andrea dovette essere formulata a Mantegna poco prima di partire per Roma, dove rimase due anni al servizio di Innocenzo VIII. Le opere vennero forse avviate dalla sua scuola, tanto che una di esse è datata 1488, ma in seguito accantonate e completate solo vent'anni dopo dal giovane Correggio, che aveva lavorato alla cappella funebre del Mantegna.
I quattro tondi, staccati e restaurati nel 1961, vennero esaminati dalla critica e solo uno (l'Ascensione) fu riferito al Mantegna, o forse solo la sua sinopia. Gli altri vennero riferiti alla sua scuola e al Correggio. Oggi sono conservati nel Museo diocesano.

## Descrizione
Il tondo della Deposizione è piuttosto danneggiato. Giuseppe d'Arimatea, attorniato dalle varie figure dolenti, sta deponendo il corpo di Cristo nel sepolcro, su cui pende il sudario bianco; un  piede resta appoggiato sul bordo e finisce per essere violentemente scorciato, un evidente omaggio al Cristo morto di Mantegna. La sinopia ha rivelato un disegno vigoroso e la presenza di tre figure poi escluse dalla scena, così come la presenza di un frammento di sfondo dorato invece di quello scuro presente.  
Tra le figure spicca quella della Maddalena che lancia un grido, per la quale resta il cartone preparatorio nella Pierpont Morgan Library di New York (32,2x22,2 cm). 

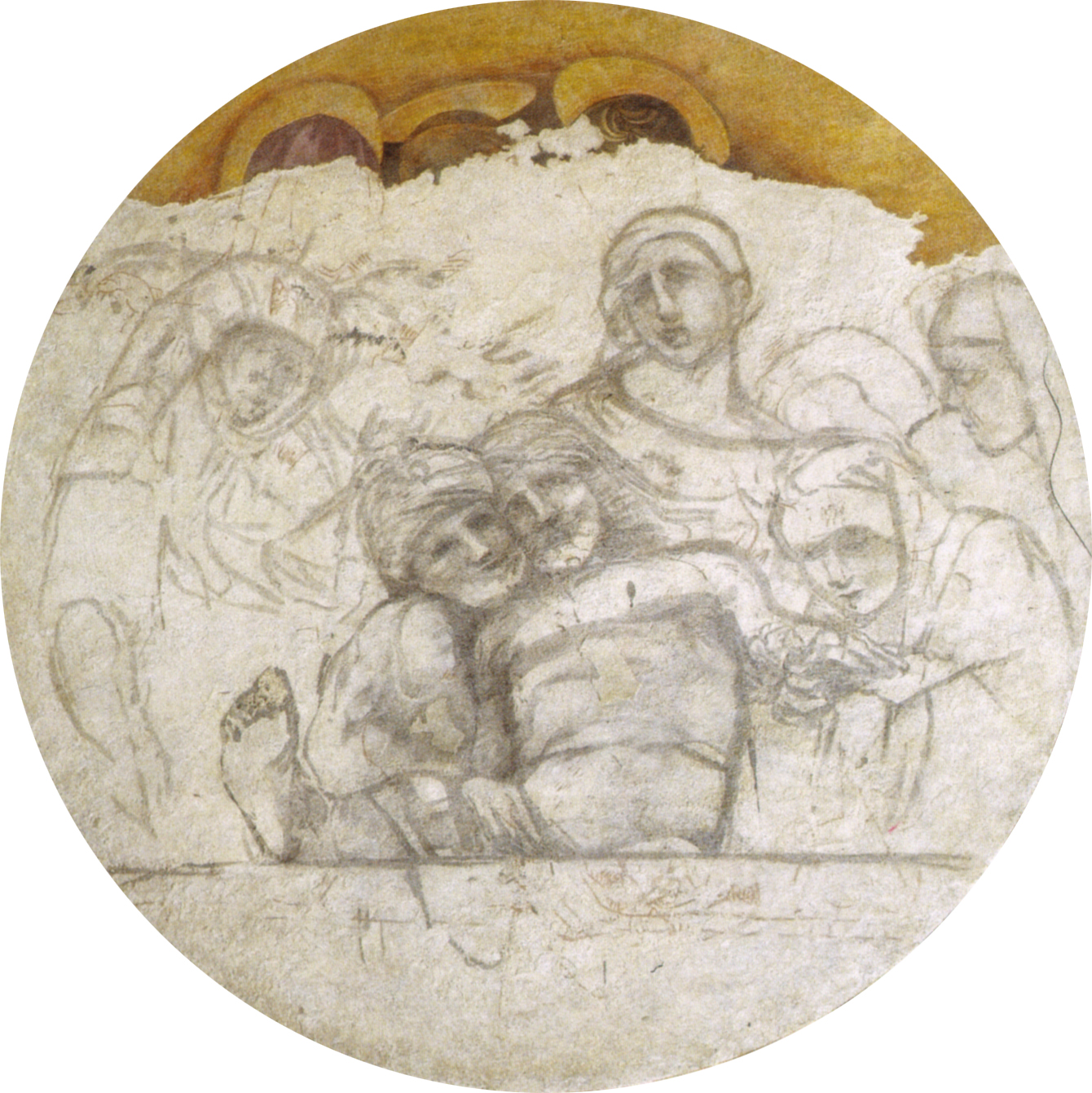
La sinopia
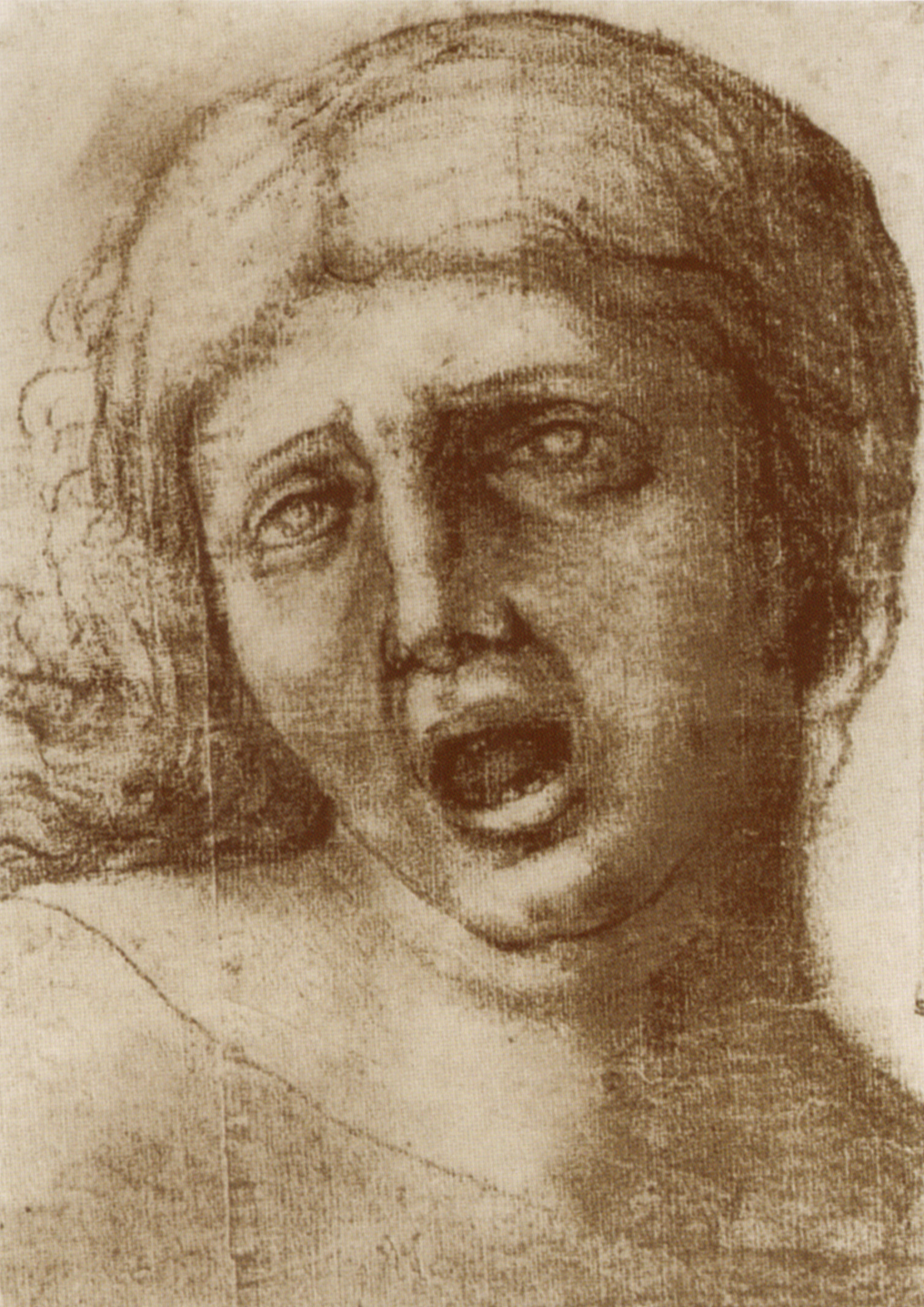
Lo studio per la Maddalena